# Río Elqui
El río Elqui, antiguamente llamado río Coquimbo, corre por la Provincia de Elqui, Región de Coquimbo, Chile. En su cuenca se encuentran los embalses La Laguna y Puclaro además del glaciar Tapado.

## Trayecto
El río nace en la localidad de Rivadavia con la confluencia de los ríos Turbio, que fluye desde el este y Claro (cuya parte superior es llamado Derecho"), que lo hace desde el sur para seguir en dirección oeste a través del valle de Elqui y desembocar en el Océano Pacífico, cerca de la ciudad de La Serena.: 69 

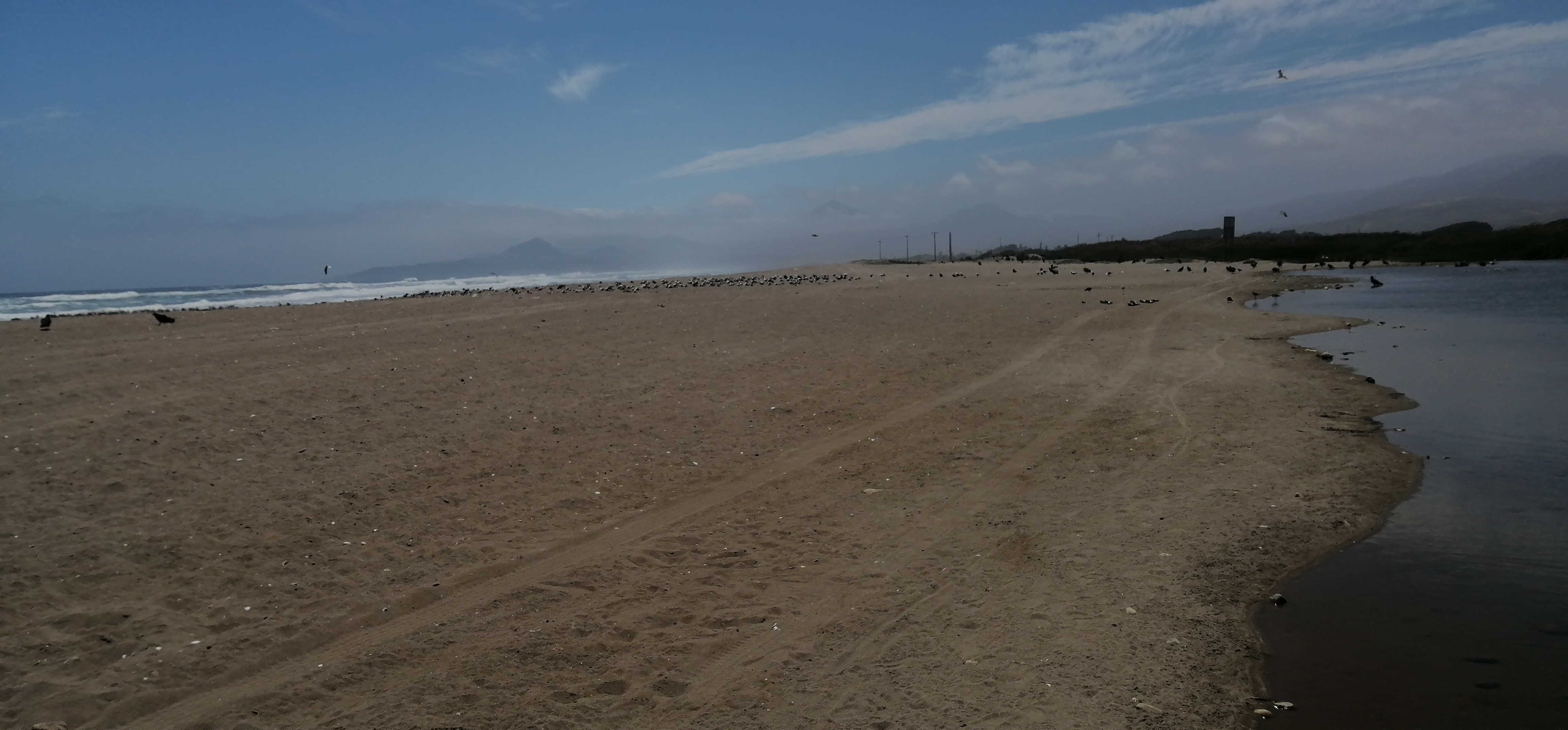
Humedal de la desembocadura del río Elqui en el océano Pacífico

## Régimen y caudal
El informe de la Dirección General de Aguas concluye que "todas las estaciones fluviométricas muestran un régimen nival y presentan sus menores caudales en el mismo período". Y continua, "Corresponde íntegramente a toda la hoya hidrográfica del río Elqui, incluyendo sus principales afluentes: río Claro, estero Derecho, río Cochiguaz, río Turbio, río La Laguna y río Del Toro. En todos estos cauces se observa un régimen nival, con los mayores caudales entre noviembre y febrero en años húmedos. En años secos los caudales tienden a ser más uniformes a lo largo del año, sin mostrar variaciones importantes. El período de estiaje ocurre en meses de invierno, en el trimestre dado por los meses de junio, julio y agosto.": 54 

Curvas de variación estacional
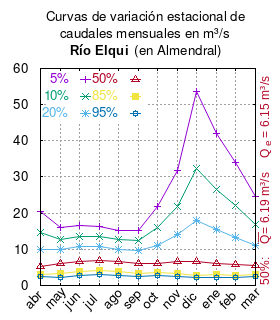
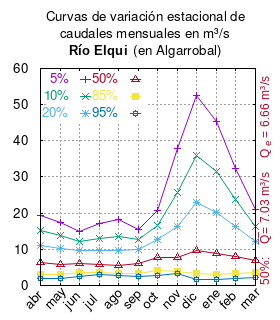

El caudal del río (en un lugar fijo) varía en el tiempo, por lo que existen varias formas de representarlo. Una de ellas son las curvas de variación estacional que, tras largos periodos de mediciones, predicen estadísticamente el caudal mínimo que lleva el río con una probabilidad dada, llamada probabilidad de excedencia. La curva de color rojo ocre (con {\displaystyle {\color {Red}\vartriangle }}) muestra los caudales mensuales con probabilidad de excedencia de un 50%. Esto quiere decir que ese mes se han medido igual cantidad de caudales mayores que caudales menores a esa cantidad. Eso es la mediana (estadística), que se denota Qe, de la serie de caudales de ese mes. La media (estadística) es el promedio matemático de los caudales de ese mes y se denota {\displaystyle {\overline {Q}}}. 
Una vez calculados para cada mes, ambos valores son calculados para todo el año y pueden ser leídos en la columna vertical al lado derecho del diagrama. El significado de la probabilidad de excedencia del 5% es que, estadísticamente, el caudal es mayor solo una vez cada 20 años, el de 10% una vez cada 10 años, el de 20% una vez cada 5 años, el de 85% quince veces cada 16 años y la de 95% diecisiete veces cada 18 años. Dicho de otra forma, el 5% es el caudal de años extremadamente lluviosos, el 95% es el caudal de años extremadamente secos. De la estación de las crecidas puede deducirse si el caudal depende de las lluvias (mayo-julio) o del derretimiento de las nieves (septiembre-enero).

## Historia
Francisco Solano Asta-Buruaga y Cienfuegos escribió en 1899 en su obra póstuma Diccionario geográfico de la República de Chile sobre el río "Coquimbo", como se le llamaba entonces:
Coquimbo (Río).-—El de la provincia á que presta su nombre. Procede de la línea superior de los Andes, donde nacen las dos corrientes de agua, ríos Claro y Turbio, que se reúnen entre las sierras de esta cordillera por los 30º 01' Lat. y 70° 34' Lon. poco más abajo de la aldea de Ribadavia. Prosigue de aquí hacia el O. al través del departamento de Elqui, cuyo nombre toma también en esta parte, corriendo por medio de un hermoso y feraz valle, aunque estrecho, y dejando sucesivamente á sus margenes las poblaciones de Diaguitas, Peralillo, Vicuña, Tambo, Gualliguaica y Molle, y cultivados terrazgos. En seguida continúa en la misma dirección al través del departamento de Serena, abriendo un valle más espacioso é igualmente fértil por la inmediación de Cutún, Algarrobito, Compañía y fundos importantes, y va, después de bañar el costado norte de la ciudad de la Serena, á desaguar á pocos metros al ONO. de ésta en la ribera oriental de la bahía de Coquimbo por los 29º 54' Lat. y 71° 19' Lon. Su curso, desde la junta de sus ramas primarias hasta su boca, no baja de 100 kilómetros. Su caudal es corto, excepto en especiales lluvias de invierno, en que aumenta considerablemente hasta causar serías inundaciones en los terrenos ribereños. El valle de este río estaba poblado, á la llegada de los españoles, por indios de la antigua raza peruana, dependientes de los incas (véase Tequirque); y se le conocía con el nombre de Cuquimpu, talvez alterado de Cullquitampu, que en quichua significa tambo ó estación de plata, y corrompido por los españoles después en Coquimbo.
Luis Risopatrón lo describe en su Diccionario jeográfico de Chile (1924):: 838 
Elqui (Rio de). Es formado principalmente por los rios Claro i Turbio, corre hácia el W, en medio de un estrecho aunque hermoso i feraz valle i riega unas 30 o 40 000 hectáreas de terrenos de mui buena calidad, en el que se producen pastos, cereales, legumbres, hortalizas, excelentes frutas, unas 1 500 toneladas de pasas mui estimadas, descarozados, higos secos, vinos jenerosos, piscos etc; baña el costado N de la ciudad de La Serena i despues de un curso de 210 kilómetros, en el que desagua una hoya de 9 020 km² de superficie, se vacia en la bahía de Coquimbo, con un caudal medio aproximado de 5 m³ por segundo. El valle estaba poblado a la llegada de los españoles por indios de la antigua raza peruana i se le conocia con el nombre de Cuquimpu. 62, II, p. 299; 129; 155, p. 26; i 156; Elqui o Coquimbo en 65, p. VI; i Coquimbo en 62, II, p. 259; 66, p. 27; 13; i 155, p. 184

## Población, economía y ecología
La cuenca del río Elqui mantiene una población que bordea los 170.000 habitantes que se distribuyen entre La Serena (empresa Aguas del Valle) y Vicuña, así como los poblados de Paihuano, Algarrobito y Andacollo que requieren agua potable y devuelven sus aguas servidas a la cuenca, aunque en buena parte son tratadas antes.: 28 
El gobierno de Chile considera la cuenca del río Elqui como zona de catástrofe y de riesgo por la gran megasequía.[cita requerida]